# Willibald Hamburger
Karl Theodor Willibald Hamburger (* 6. Januar 1884 in Gronau; † 21. August 1965 in Bad Kreuznach) war ein deutscher Architekt und Politiker (DNVP, CDP/CDU).

## Leben
Hamburger legte 1904 sein Abitur am neuen Gymnasium in Darmstadt ab. Es folgte ein Studium der Architektur an der Technischen Hochschule in Darmstadt. 1909 legte er das Examen als Diplom-Ingenieur ab. Nach einer ersten Tätigkeit als Architekt in Bosnien übernahm er 1912 das Bauamt der Diakonieanstalten Bad Kreuznach. In der Weimarer Republik gehörte er der DNVP an. Nach der Machtergreifung der Nationalsozialisten war er parteilos. Er war in der Zeit des Nationalsozialismus Mitglied der NSV und des NS-Bunds deutscher Technik. Am 20. Januar 1949 erhielt er den Nichtbetroffenenbescheid des Öffentlichen Klägers für den Kreis Kreuznach. Nach 1945 engagierte er sich in der Kommunalpolitik. 1945 wurde er Mitglied im Bürgerrat, 1946 Stadtverordneter im Stadtrat sowie im Vier-Männer-Rat. Von 1946 bis 1949 war er ehrenamtlicher Bürgermeister der Stadt Bad Kreuznach. 1947 wirkte er bei der Verfassunggebenden Landesversammlung für Rheinland-Pfalz mit. 1948 war er Mitglied im Kreistag, 1956 Kreisdeputierter und Vertreter des Landrates.

„Die Bedeutung von Willibald Hamburger für Bad Kreuznach liegt auf zwei Ebenen: Zum einen hat er als Architekt durch die von ihm entworfenen Bauten das Gesicht der Nahe-Stadt mitgeprägt und zum anderen hat er sich als einer der tatkräftigsten „Männer der ersten Stunde“ nach dem Zweiten Weltkrieg im Bereich der Kommunalpolitik nachhaltige Verdienste um Stadt und Kreis Bad Kreuznach erworben, als es darum ging, das politische, administrative, wirtschaftliche und kulturelle Leben wieder in Gang zu bringen und den Wiederaufbau zu organisieren.“

## Bauwerke

### Stiftung kreuznacher diakonie

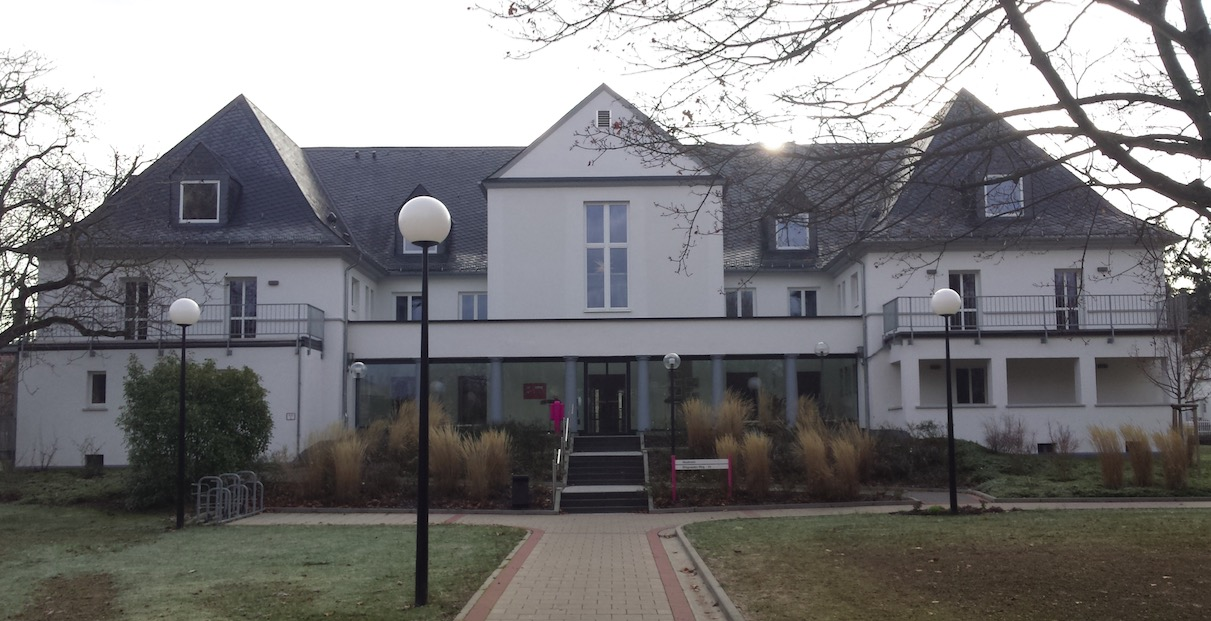
Feierabendhaus, jetzt Akademie der Stiftung kreuznacher diakonie

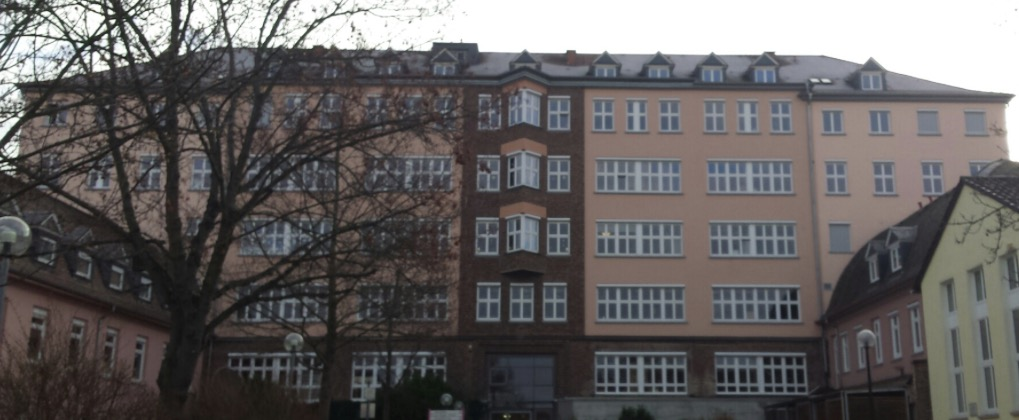
Paulinum auf Gelände der Stiftung kreuznacher diakonie

- Haus Pella
- Paulinum
- Lehrlingsheim
- Feierabendhaus
- Emma-Reich-Halle

### Bad Kreuznach
- Kreuznacher Loge (1925)
- Ringschule (1926)

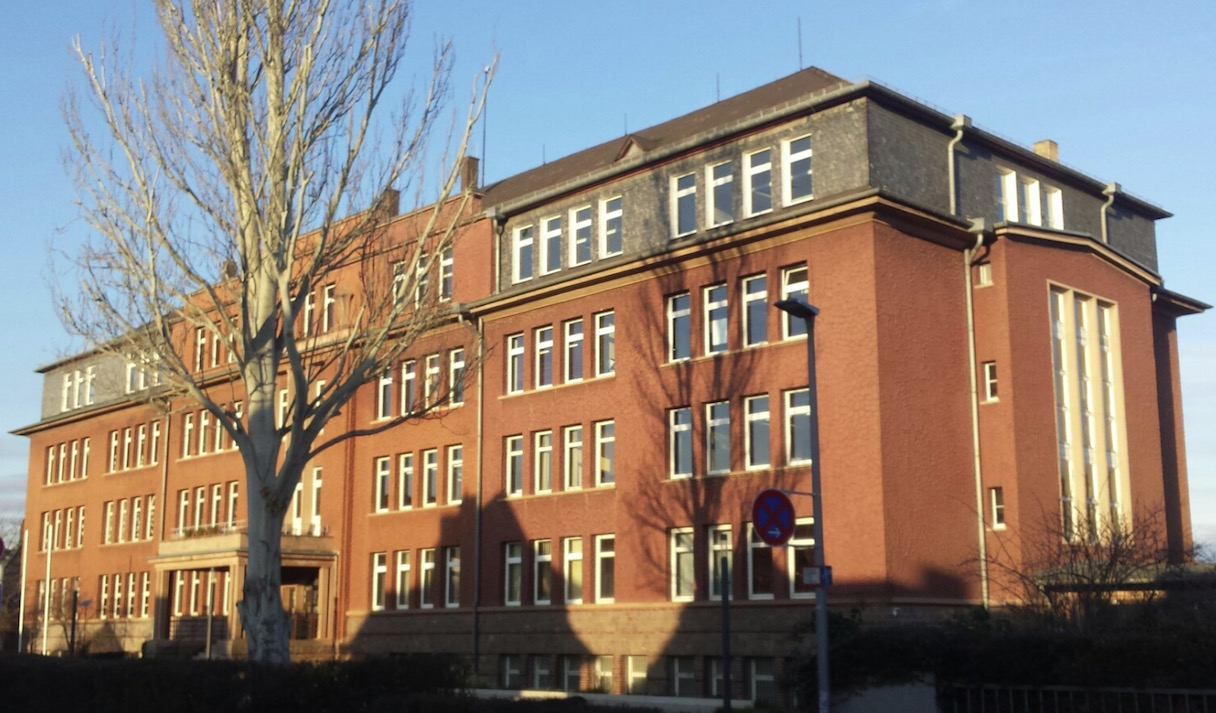
Ringschule Bad Kreuznach

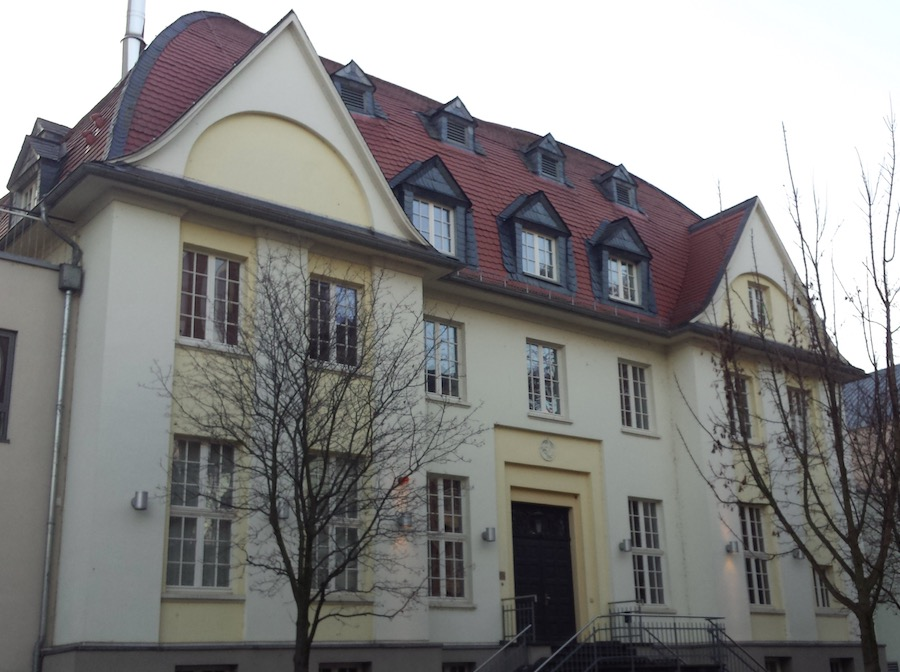
Loge in Bad Kreuznach

- Rheumaklinik (Heute Hotel Fürstenhof)
- Eingangsgebäude zum Kurpark
- Villa Moltkestraße 6
- Villa Prinz-Friedrich-Karl-Straße 4

## Willibald-Hamburger-Straße
2017 beschloss der Stadtrat von Bad Kreuznach, im Neubaugebiet In den Weingärten die Planstraße A als Willibald-Hamburger-Straße zu benennen.

## Auszeichnungen
- 1910 Ehrenbürger der deutschen Ortsgemeinde Schutzberg in Bosnien
- 1952 Wichern-Plakette
- 1962 Freiherr vom Stein-Plakette

## Mitgliedschaften
- Darmstädter Wingolf
- Freimaurer in der  Loge „Die vereinigten Freunde an der Nahe“
- Mitglied der CDU